# ميكي ميامرا
ميكي ميامرا مواليد 4 نوفمبر 1985 في كودايرا، اليابان، هي لاعبة كرة مضرب يابانية وتحتل حالياً المرتبة 466 (21 مارس 2016) في تصنيف رابطة محترفات كرة المضرب. أعلى تصنيف لها في الفردي كان 310. أعلى تصنيف لها في الزوجي كان 110.

## النهائيات

### الفردي (3–3)
| الحصيلة | الرقم | التاريخ       | الدورة                  | الأرضية | المنافس          | النتيجة            |
| ------- | ----- | ------------- | ----------------------- | ------- | ---------------- | ------------------ |
| الوصافة | 1.    | 3 أبريل 2006  | تشيناي، الهند           | ترابية  | نودنيدا لوانجنام | 3–6, 0–6           |
| الوصافة | 2.    | 14 أغسطس 2006 | طوكيو، اليابان          | صلبة    | كاناي هيسامي     | 4–6, 2–6           |
| الوصافة | 3.    | 5 مايو 2008   | ثيروفانانثابورام، الهند | ترابية  | إشا لاكاني       | 7–6(7–2), 2–6, 4–6 |

## روابط خارجية
- ميكي ميامرا على موقع رابطة محترفات التنس (الإنجليزية)
- ميكي ميامرا على موقع الاتحاد الدولي لكرة المضرب (الإنجليزية)
- ميكي ميامرا على موقع خلاصة التنس.كوم (الإنجليزية)
- ميكي ميامرا على موقع إي إس بي إن.كوم (الإنجليزية)